# مزيج البحوث التسويقية
استُحدث مصطلح مزيج البحوث التسويقية عام 2004 ونُشر عام 2007. صُمم على شكل إطار عمل يساعد الباحثين على تصميم دراسات البحوث التسويقية وتقييمها. اختير الاسم بشكل مقصود ليكون مشابهًا للمزيج التسويقي- ويحتوي أيضًا على أربعة عناصر. على عكس المزيج التسويقي، تكون هذه العناصر الأربعة متتالية، وتطابق المراحل الرئيسية التي يجب اتباعها. تتمثل العناصر الأربعة في: الهدف، السكان، العملية، والإصدار.

## الهدف
يُعتبر الدافع لإجراء البحث هو نفسه الهدف منه، وكلمة «هدف» مفيدة لأنها تنطوي على شمولية واسعة، إذ يمكن تعريفها بشكل محدد أو شرحها بشكل موسع. يشمل المصطلح الموسع دراسات لجمع الذكاء التسويقي، إذ ينطوي دور المدير على مسح البيئة للحصول على بيانات مفيدة، ومن الممكن ألا يكون هناك هدف محدد.
يتجنب العديد من المسوقين مصطلح الفرضية تمامًا، ويعمدون إلى استخدام كلمات مثل «هدف البحث» أو «الهدف». تختلف كلمة فرضية (تجمع بلفظ فرضيات) بشكل كبير عن المصطلحات المذكورة آنفًا، وهي نقطة بداية رئيسية للباحثين الكميين، ولكنها تلعب دورًا أبسط عندما يتعلق الأمر بالباحثين النوعيين. يعد المصطلح متجذرًا بعمق في تاريخ الفكر العلمي. في الإحصائيات، نبذل جهدًا ووقتًا كبيرين لوضع الفرضيات، واختبارها، ورفضها. يناقش البعض فكرة مفادها أن علينا اختبار فرضية واحدة فقط، بينما يعتقد آخرون أن علينا اختبار العديد منها. عند اختبار الفرضيات، نفرض ملاحظة قد تكون صحيحة أو خاطئة، وتُعتبر هذه الملاحظة «اقتراحًا»- ونفترض صحتها، ونقبلها في حال كانت صحيحة، ونرفضها في حال كانت غير صحيحة، أي «خاطئة».
تنطوي الخطوة الأولى على صياغة الفرضية الباطلة، وتُختصر بالرمز Ho. وعادة ما يكون الهدف رفضها. أما الفرضية المصوغة الثانية فهي الفرضية البديلة ويُرمز لها بالاختصار H1، وعادة ما يُطلق عليها اسم «فرضية البحث». بعد أن يتم توضيح كل من النظريتين السابقتين، يمكن للباحث تصميم برنامج البحث لاختبار الفرضية. عند تلقي النتائج، تُختبر وفقًا للفرضية الباطلة. تكمن الفكرة الرئيسية في استخدام هذا الشرح الممكن، ومن ثم البحث عن بيانات لدعمه (أو نفيه). من الأفضل قضاء أطول وقت ممكن على الفرضية، فهي تشكل سؤال البحث، وتحدد كيفية إجراء الدراسة، كما تحدد شكل التصميم لأنها تحدد المشكلة.
نوقشت فكرة اختبار الفرضية سنينًا طويلة، وثمة اقتراحات مفادها أن إساءة استخدام اختبار الفرضية الباطلة منتشر بكثرة ومدمر (فينش وآخرون، 2001)، على الأقل عند البحث في مجال علم النفس. من الملائم ذكر مقال يتناول موضوع اختبار الفرضية في البحث التسويقي كتبه لورنس (1982)، الذي يقول: «يدرك باحثو الاستطلاعات العملية أنه، في الكثير من الحالات، لا توجد فرضية مناسبة لوضع فرضية مقدمًا». يتابع قائلًا: «لا يقدم طرح الفرضيات دون الاعتماد على أساس مفيد حلًا للمشكلة. ستوجه الأفكار، والتجارب، والحدس الباحثين.

## السكان
عند أخذ أي قطاع سوقي بعين الاعتبار علينا أن نطرح على أنفسنا السؤال التالي «من هم المتسوقون؟» من هم اللاعبون؟ من سيكون مركز التحريات وأين هؤلاء الأشخاص؟ يتناول هذا المجال الجمهور، والعملاء، واللاعبون الهدف، والمستخدمون وغير المستخدمين. من هو المستجيب أو المبلغ؟ هل علينا الاتصال بجميع المعنيين أو بعضهم فقط؟ هل يجب إجراء تعداد أو أخذ عينة؟ هل يجب اختيار المستجيبين بطرق احتمالية أو غير احتمالية؟ يُعتبر أخذ العينات أحد المفاهيم الأساسية في البحوث الأولية. نختار إجراء مقابلات مع الأشخاص الذين نعتقد أنهم سيزودوننا بمعلومات ستحل مشاكلنا. لذا عند اختيار طريقة البحث، علينا أن نأخذ من نختارهم وكيف نختارهم بعين الاعتبار. ينطبق هذا على الأبحاث النوعية التي تتناول عددًا قليلًا من الأشخاص، وعلى الأبحاث الكمية التي تتناول أعدادًا كبيرة. ينصب معظم التركيز في أبحاث التسويق على المستخدم النهائي، لكن بإمكان «الخبراء» ردم الهوة بين البيانات الأولية والثانوية. من الممكن أن يكون الخبير شخصًا عمل في قطاع الأعمال التجارية سنينًا عديدة. يتضمن هذا النوع من الأبحاث التسويقية تحديد إطارات جمع العينات الملائمة.